# Области в България
Вижте пояснителната страница за други значения на Област.
Областта е административно-териториална единица в съвременното административно-териториално деление на България. Съществуващите днес 28 области са образувани през 1999 г. с президентски Указ № 1 от 5 януари 1999 г. за утвърждаване границите, административните центрове на области и общини, включени в тях (обн., ДВ, бр. 2 от 8 януари 1999).

## Характеристика
Съгласно чл. 142 от Конституцията на Република България областта е административно-териториална единица за провеждане на регионална политика, за осъществяване на държавно управление по места и за осигуряване на съответствие между националните и местните интереси.
Съществуващите области са образувани през 1999 г. с президентски Указ № 1 от 5 януари 1999 г. за утвърждаване границите, административните центрове на области и общини, включени в тях (обн., ДВ, бр. 2 от 8 януари 1999). Границите на съвременните области в голяма степен съвпадат с окръзите, съществували от 1959 до 1987 г. Имената на областните центрове също са почти същите, като тези на предишните окръзи. Изключенията се дължат само на преименуването на Монтана (преди Михайловград) и Добрич (преди Толбухин).

### Имена на областите
Няма утвърдени с нормативен акт имена на новите области. В цитирания указ не са посочени техни имена, а за тях се говори описателно. Например текстът за първата по азбучен ред област гласи:
1. Област с административен център град Благоевград, в която се включват общините: Банско, Белица, Благоевград, Гоце Делчев, Гърмен, Кресна, Петрич, Разлог, Сандански, Сатовча, Симитли, Струмяни, Хаджидимово и Якоруда...
Постепенно в практиката се налага нов (спрямо предишните 9 „големи“ области и същите 28 окръга) модел за наименуване (който е по-удобен за превод на чужд език) – названието на съответния областен център се включва не с производно прилагателно име (както в предишните варианти „Пловдивска област“ и „Пловдивски окръг“), а без изменение като съществително собствено име („Област Пловдив“). Среща се също и старият модел и още по-рядко други варианти (като „Административна област с център Пловдив“).
Особен е случаят на столицата, която е център на 2 области, наследници съответно на старите Окръг София (София град, също Град София или Голяма София) и Софийски окръг (София окръг). Тук обаче предпочитанията са към запазване на модела за наименуване (за разлика от гореописаната тенденция при останалите 26 области) – най-често се използват Област София (също Област София град или София град) и Софийска област (или София област). Различният модел е причина за объркване сред чужденците, за които е по-разбираем вариант като Столична област (подобно на наименованието Столична община).

### Регионални названия
Повечето органи на централната изпълнителна власт имат свои регионални подразделения във всяка област. Тези звена в някои случаи се наричат „областни“ (например Областна дирекция „Земеделие“), в други случаи са наречени синонимно „регионални“ (като Регионална дирекция за социално подпомагане) или с неутралното „териториални“ (Териториално статистическо бюро) .
В съдебната власт се използва исторически наследеният термин „окръжен“ – окръжен съд, окръжна прокуратура (но „градски“ за София и цялата столична област), както и „районен“ за първоинстанционно ниво (общинско и/или междуобщинско) .
Областите оформят границите на избирателните райони за парламентарни избори в България. Изключение правят:
- Област София-град – с 3 многомандатни района, и
- Област Пловдив – с 2 многомандатни района (един за Община Пловдив, един за останалата част).

Регистрационните номера на автомобилите в България се издават по област на регистрация.

### Структурни връзки
Всяка област се управлява от областен управител (подпомаган от областна администрация), назначавани от Министерския съвет.
Според действащото административно деление на България всяка област е съставена от по-малки административно-териториални единици – общини, които от своя страна могат да включват съставни административно-териториални единици – градски райони и/или кметства.
През 2000 г. в страната са обособени 6 района за планиране, съставени от по 4 или 5 области. Те не са административни единици, използват се само за статистически цели.

## Данни по области
| Област                | Площ (км2) | Население (души) | Гъстота (души/km²) | Населени места (бр.) | Общини (бр.) | Областен управител           |
| --------------------- | ---------- | ---------------- | ------------------ | -------------------- | ------------ | ---------------------------- |
| Област Благоевград    | 6449       | 292 227          | 45,31              | 278                  | 14           | Стоян Христов Христов        |
| Област Бургас         | 7748       | 380 286          | 49,08              | 255                  | 13           | Мария Нейкова Кънева         |
| Област Варна          | 3818       | 432 198          | 113,20             | 159                  | 12           | Марио Василев Смърков        |
| Област Велико Търново | 4662       | 207 371          | 44,48              | 336                  | 10           | Георги Стефанов Гугучков     |
| Област Видин          | 3033       | 75 408           | 24,86              | 142                  | 11           | Огнян Асенов Михайлов        |
| Област Враца          | 3620       | 152 813          | 42,21              | 123                  | 10           | Георги Христов Митов         |
| Област Габрово        | 2023       | 98 387           | 48,63              | 356                  | 4            | Кристина Максимова Сидорова  |
| Област Добрич         | 4720       | 150 146          | 31,81              | 215                  | 8            | Здравко Христов Здравков     |
| Област Кърджали       | 3209       | 141 177          | 43,99              | 471                  | 7            | Даниел Точев Делчев          |
| Област Кюстендил      | 3084       | 111 736          | 36,23              | 182                  | 9            | Александър Христов Пандурски |
| Област Ловеч          | 4129       | 116 394          | 28,19              | 128                  | 8            | Светослав Миленов Славчев    |
| Област Монтана        | 3636       | 119 950          | 32,99              | 130                  | 11           | Валери Райков Димитров       |
| Област Пазарджик      | 4459       | 229 814          | 51,54              | 117                  | 12           | Трендафил Величков           |
| Област Перник         | 2392       | 114 162          | 47,73              | 171                  | 6            | Людмил Димитров Веселинов    |
| Област Плевен         | 4337       | 226 120          | 52,14              | 123                  | 11           | Иван Христов Петков          |
| Област Пловдив        | 5962       | 634 497          | 106,42             | 215                  | 18           | Ангел Димитров Стоев         |
| Област Разград        | 2637       | 103 223          | 39,14              | 103                  | 7            | Драгомир Христов Златев      |
| Област Русе           | 2803       | 193 483          | 69,03              | 83                   | 8            | Анатоли Стефанов Станев      |
| Област Силистра       | 2846       | 97 770           | 34,35              | 118                  | 7            | Николай Георгиев Неделчев    |
| Област Сливен         | 3544       | 172 690          | 48,73              | 111                  | 4            | Минчо Росенов Афузов         |
| Област Смолян         | 3193       | 96 284           | 30,16              | 242                  | 10           | Стефан Атанасов Сабрутев     |
| Софийска област       | 7059       | 231 989          | 32,86              | 283                  | 22           | Радослав Любчов Стойчев      |
| Област София          | 1345       | 1 274 290        | 947,43             | 38                   | 1            | Митко Михайлов Михайлов      |
| Област Стара Загора   | 5152       | 296 507          | 57,55              | 206                  | 11           | Иван Христов Чолаков         |
| Област Търговище      | 2716       | 98 144           | 36,14              | 196                  | 5            | Станимир Христов Парашкевов  |
| Област Хасково        | 5470       | 211 565          | 38,68              | 261                  | 11           | Минко Велчев Ангелов         |
| Област Шумен          | 3390       | 151 465          | 44,68              | 151                  | 10           | Христо Атанасов Христов      |
| Област Ямбол          | 3336       | 109 693          | 32,88              | 109                  | 5            | Георги Динков Чалъков        |
| България              | 110 772    | 6 519 789        | 58,86              | 5302                 | 265          |                              |

По данни на Националния статистически институт от последното преброяване на населението на Република България през септември 2021 г.

## Бивши области
- Търновска област (1935 г.)
- Горноджумайска област (1935 г.)
- Битолска област (1941 – 1944 г.)
- Скопска област (1941 – 1944 г.)
- Беломорска област с център Ксанти (1941 – 1944 г.)
- Михайловградска област (1987 – 1993 г.)